# Адмірал (Україна)
Адміра́л (нід. admiraal, від араб. амир аль бахр — «владика на морі») — в ВМС України найвище військове звання вищого офіцерського складу, відповідає званню генерал в сухопутних військах і авіації.
Адміральське звання вище від віцеадмірала.

## Історія використання

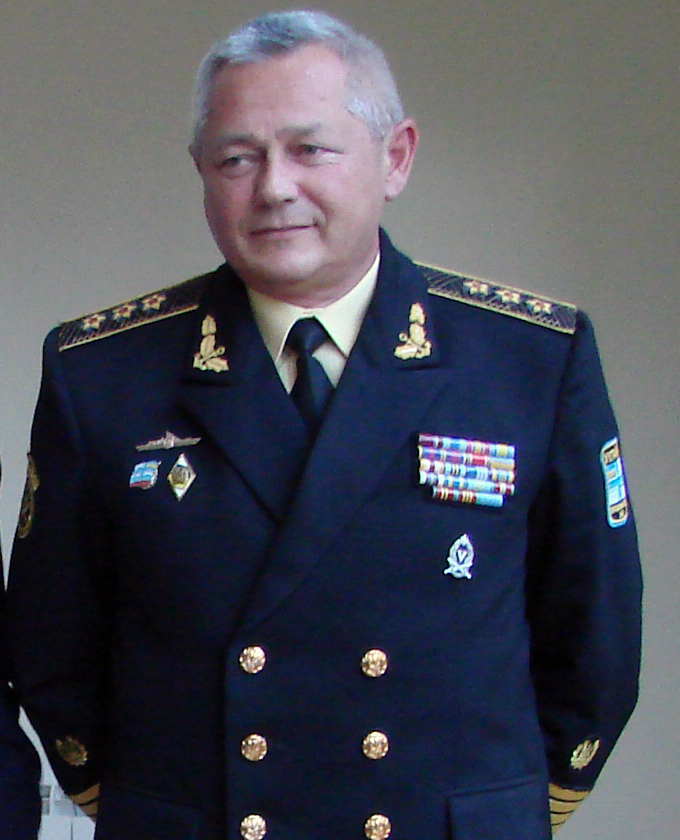
Адмірал Тенюх Ігор Йосипович, у відповідному однострої

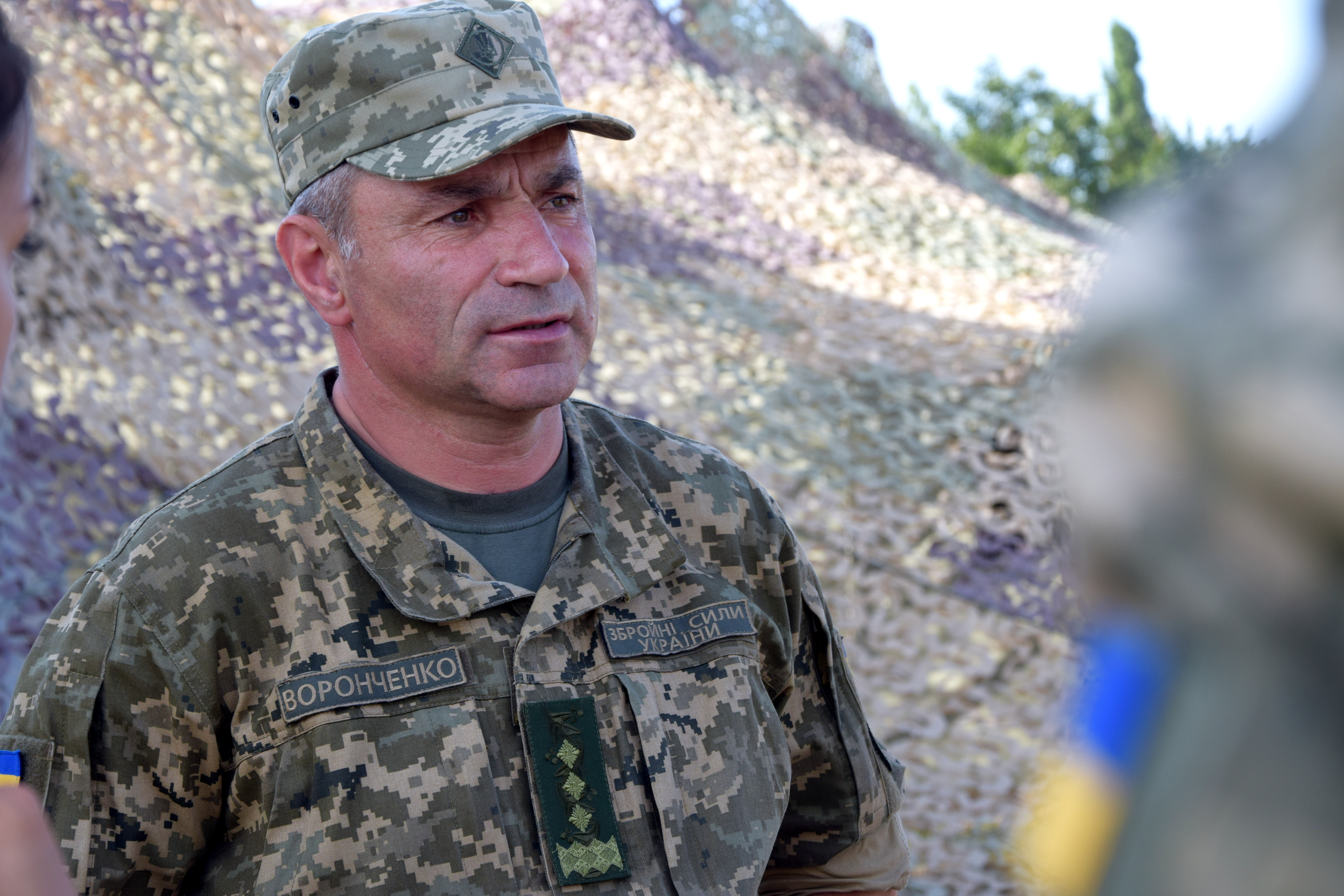
Адмірал Воронченко Ігор Олександрович, в польовому однострої (2018 р.)

У Військово-морських силах Української держави був присутній вищий прошарок, який мав назву «адміралітет», до якого входили звання: контрадмірала, віцеадмірала та адмірала флоту. 
Особливістю адміральських знаків розрізнення був галун з «генеральським зигзагом», нижче від якого були хвилясті галунні смужки, вище від галунних смуг розташовувався Тризуб Володимира, накладений на якір. У адмірала, нижче від широкого галуну, були три хвилясті смужки. 
Після провалу української національної революції та встановлення радянської влади над півднем України, 25 січня 1921 року голова РНК України Християн Раковський підписав постанову про підпорядкування всіх флотів та флотилій Чорного та Азовського морів більшовицькому військовому керівництву. 
Збройні сили України які утворилися під час розпаду СРСР, перейняли радянський зразок військових звань, а також радянських знаків розрізнення. Звання встановлене Законом України від 25 березня 1992 року 2232-XII «Про загальний військовий обов'язок і військову службу» . Серед адміральських звань які стали використовуватися в ВМС України зосталися: контрадмірал (відповідає генерал-майору), віцеадмірал (відповідає генерал-лейтенанту) та адмірал (генерал-полковник).
Знаки розрізнення залишилися майже у відповідності до радянських, на погоні з генеральським зигзагом, розташовані три п’ятипроменеві зірочки з сяйвом (як у генерал-полковника). Особливість адміральських зірок, в наявності сяйва між променями. На рукавах адмірали мали по одному широкому галуну, зверху над яким розташовано три середніх галуна, вище яких розташовано композицію, з тризуба Володимира накладеного на якір.
5.07.2016 року Президент України затверджує «Проект однострою та знаки розрізнення Збройних Сил України». В Проекті серед іншого розглянуті військові звання та знаки розрізнення військовослужбовців. Змінюються знаки розрізнення військовослужбовців, відходячи від радянського зразку. 
20.11.2017 виходить наказ Міністерства оборони України № 606 де уточнюються правила носіння і використання однострою військовослужбовцями. Для корабельного складу ВМС знаками розрізнення стають стрічки на рукавах та на погонах, у адміралів на погонах розташовані чотирипроменеві зірочки (як у офіцерів та генералів Сухопутних сил та ВПС) над генеральським орнаментом. Носії звання «адмірал», отримали по три зірки на погон, нашивки на рукавах зосталися без змін.

#### Зміни2020року
4 червня 2020 року Верховна Рада України ухвалила законопроєкт, що до нової системи військових звань. Серед змін у Законі було передбачено введення нових військових звань бригадний генерал, коммодор та генерал, а також скасовування існуючих військових звань генерал-полковник та генерал армії.
30 червня 2020 року виходить наказ Міністерства оборони України №238 «Про внесення змін до наказу Міністерства оборони України від 20 листопада 2017 року N 606», де серед іншого надався опис знаків розрізнення. В цьому наказі нововведені звання були відсутні, але були присутні скасовані звання. Цим Наказом вносилися зміни у знаки розрізнення; так знаками категорії вищого офіцерського складу замість орнаменту у вигляді «зубчатки», вводилися емблеми у вигляді схрещених булав.
4 листопада 2020 року виходить наказ Міністерства оборони України №398 «Про затвердження Змін до Правил носіння військової форми одягу та знаків розрізнення військовослужбовцями Збройних Сил України, Державної спеціальної служби транспорту та ліцеїстами військових ліцеїв», де серед іншого надавався опис знаків розрізнення та опис одностроїв. У цьому Наказі, надано зображення знаків розрізнення, де вперше фігурують нововведені звання. Знаками розрізнення адмірала Військово-Морських Сил Збройних Сил України, стають чотири чотирипроменеві зірки на погоні, розміщені над знаком категорії військовослужбовця – схрещеними булавами. Нарукавний знак адмірала залишається без змін і виглядає як і раніше: чотири золотисті стрічки (одна широка вище якої три стрічки середньої ширини), вище яких золота емблема у вигляді накладеного на якір Тризуба.
Парадні погони вищого командного складу Військово-Морських сил, несуть на собі широкий повздовжній золотий галун, на якому закріплені знаки розрізнення в залежності від військового звання носія.

#### Два адміральських звання
Наказом Міністерства оборони України №398 від 4.12.2020 , за військовослужбовцями та особами, звільненими з військової служби у запас або у відставку залишаються їхні військові звання. Так було залишено військове звання генерал-полковник у Сухопутних Силах ЗСУ, для якого встановлені знаки розрізнення у вигляді чотирьох чотирипроменевих зірок на погоні (кількість як у новозаснованого звання генерал), але розташованих не вздовж вісі погону, а у вигляді ромбу. В Військово-Морських силах, серед вищого командного складу, до листопада 2020 року були присутні лише три адміральські звання (у Сухопутних силах – чотири генеральських), отож при реформуванні звань які залишались би лише для відставників не виявилося. Не дивлячись на це, для військового звання «адмірал» було введено два типи знаків розрізнення: чотири зірки «ромбом» (для військовослужбовців які отримали звання до 1.10.2020), та чотири зірки вздовж погону (всі інші носії цього звання). Нарукавні знаки розрізнення у двох типів адміралів, однакові.
Знаки розрізнення адмірала, на різних типах однострою, Україна (2020)
|               |               |                   |                   |                |                |                 |
| Парадна форма | Парадна форма | Повсякденна форма | Повсякденна форма | Службова форма | Службова форма | Нарукавний знак |

Попередні знаки розрізнення адміралів, Україна (до 2020)
|                           |                           |                           |                 |                           |                 |
| 1918                      | з 1991                    | 2016-2020                 | 2016-2020       | 2020                      | 2020            |
| Стандартний вигляд погону | Стандартний вигляд погону | Стандартний вигляд погону | Нарукавний знак | Стандартний вигляд погону | Нарукавний знак |

## Адмірали України
- Покровський Андрій Георгійович (1918)
- Єжель Михайло Броніславович (2000)
- Тенюх Ігор Йосипович (2008)
- Максимов Віктор Володимирович (2010)
- Кабаненко Ігор Васильович (2012)
- Ільїн Юрій Іванович (2013)
- Алферьєв Ігор Вікторович (2013)
- Воронченко Ігор Олександрович (2018)

| Нижче за рангом: Віцеадмірал | ВМС ЗСУ Адмірал | Вище за рангом: - |